# Histoire secrete d'Isabelle de Baviere, reine de France
Histoire secrete d'Isabelle de Baviere, reine de France é um romance histórico medieval não publicado escrito pelo Marquês de Sade, provavelmente em 1813. Centra-se na figura de Isabel da Baviera, Rainha de França — aqui escrita como "Isabelle de Baviere". Seu início é contado em uma nota no final do manuscrito. Em julho de 1764 Sade partiu de Paris para Dijon, para ver os documentos da época de Carlos VI de França em um convento cartuxo (incluindo a vontade do Duque de Borgonha e a confissão de Boisbourdon, a favorita de Isabelle), que alega terem sido destruídos mais tarde, no momento da Revolução Francesa. Sua personagem central é a própria rainha Isabel — bonita, má e cruel, com semelhanças com Juliette e, possivelmente, agindo como um protótipo para personagens posteriores mais pervertidas de Sade.